# Ландграф, Гюнтер
Гюнтер Ландграф (нем. Günther Landgraf; 1928—2006) — немецкий физик, профессор прикладной механики, первый свободно избранный ректор Дрезденского технического университета (1990—1994).

## Биография
Родился в Крегерне (Эгерланд, Богемия) 14 сентября 1928 года в семье судетских немцев.
С 1938 года жил в Дрезден. В 1947—1952 годах изучал физику в Дрезденской высшей технической школе. С 1952 по 1961 год он был научным сотрудником и старшим ассистентом Института прикладной механики при высшей технической школе. В 1961 году получил степень доктора технических наук, защитив диссертацию по теории жесткой круглой цилиндрической оболочки с учетом сдвиговых искажений (нем. Theorie der biegesteifen Kreiszylinderschale unter Berücksichtigung der Querkraftschubverzerrungen). Затем его направили на химический комбинат «Германия» в Карл-Маркс-Штадте.
В 1969 году получил в Дрезденском техническом университете хабилитацию и стал в 1970 году доцентом. Вскоре был назначен профессором прикладной механики на кафедре теории пластичности.
После падения ГДР был избран ректором Дрезденского технического университета и сыграл ключевую роль в его успешной реорганизации. Во время его ректорства Дрезденский технический университет получил статус общеобразовательного университета с 14 факультетами. В 1994 году вышел на пенсию, но не прекращал научной деятельности и каждый день посвящал работе в своём кабинете несколько часов.
Кроме того, с 1991 года он был научным директором созданного института «Европейский институт последипломного образования при Технологическом университете Дрездена» (англ. European Institute for postgraduate Studies at the University of Technology at Dresden (EIPOS)). 
Умер 12 января 2006 года. Могилы Гюнтера Ландграфа и его жены Шарлотты Зоммер-Ландграф находится на Троицком кладбище в Дрездене.
Ландграф опубликовал около 100 научных публикаций, которые получили высокую оценку специалистов и учёных. Он был членом Общества прикладной математики и механики.
В 1978 году получил Национальную премию ГДР.
В 1990 году ему были присвоены звания почётного доктора Дрезденского и Хемницкого технических университетов. В 1997 году было присвоено звание почётного сенатора Дрезденского технического университета.